# Decapoli
Decapoli (in greco antico: Δεκάπολις?, Dekápolis, "dieci città") era la denominazione adottata per un territorio del Vicino Oriente composto da un gruppo di dieci città collocate presso la frontiera orientale dell'Impero romano, fra le attuali Giordania, Siria e Palestina.

## Le città
Le dieci città non erano una lega ufficiale e non costituivano un corpo politico unitario, ma erano comunemente raggruppate sotto la denominazione di Decapoli per le loro affinità linguistiche, culturali e politiche. Erano tutti centri di cultura greca e romana in un territorio principalmente semitico (Nabatei, Aramei, ed Ebrei).  Eccezion fatta per Damasco, la Decapoli si estendeva nell'attuale Giordania, e in parte della moderna Palestina (ad est del fiume Giordano). Ogni città godeva di particolari privilegi che garantivano una certa autonomia ed indipendenza dall'impero.
I nomi tradizionalmente adottati per indicare le città della Decapoli sono tratti dall'opera di Plinio il Vecchio nella sua Naturalis historia:
1. Gerasa (Jerash)
2. Scythopolis (Beth-Shean), l'unica città a ovest del fiume Giordano
3. Hippos (Hippus or Sussita)
4. Gadara (Umm Qays)
5. Pella (ad est di Irbid)
6. Filadelfia, oggi Amman, capitale della moderna Giordania
7. Dion
8. Canatha (Qanawat)
9. Raphana
10. Damasco, capitale della moderna Siria.

In altre fonti sono considerate anche altre città di cultura greco-romana come parte integrante della Decapoli.
| Nome attuale   | Nome attuale | Nome attuale    | Plinio       | Tolomeo                    | Eusebio | Note                                                   |
| Italiano       | Locale       | Locale          | Plinio       | Tolomeo                    | Eusebio | Note                                                   |
| -------------- | ------------ | --------------- | ------------ | -------------------------- | ------- | ------------------------------------------------------ |
| Damasco        | دمشق الشام   | dimašq aš-šām   | Damascus     | Δαμασκός                   |         |                                                        |
| Amman          | عمان         | ʿamān           | Philadelphia | Φιλαδελφεία                |         |                                                        |
| Bayt Ras       | بيت راس      | bayt rās        | Rhaphana     | Καπιτωλιάς                 |         | nell'ipotesi secondo cui Rhaphana = Capitolias         |
| Beït Shéan     | בית שאן      | bet šeān        | Scythopolis  | Σκυθόπολις                 |         |                                                        |
| Beït Shéan     | بيسان        | baysān          | Scythopolis  | Σκυθόπολις                 |         |                                                        |
| Umm Qais       | أم قيس       | ʾumm qays       | Gadara       | Γάδαρα                     | Γάδαρα  |                                                        |
| Hippos         | סוסיתא       | sussita         | Hippon       | Ἵππος                      | Ἵππος   |                                                        |
| Hippos         | قلعة الحصن   | qalaʿa al-ḥuṣun | Hippon       | Ἵππος                      | Ἵππος   |                                                        |
| Tabaqat Fahil  | طبقة فحل     | ṭabaqa faḥil    | Pella        | Πέλλα                      | Πέλλα   |                                                        |
| Gerasa         | جرش          | jaraš           | Gerasa       | Γέρασα                     |         |                                                        |
| Qanawat        | كاناثا       | kānāṯā          | Canatha      | Κάναθα                     |         |                                                        |
| Tell al-Ashari | ***          |                 | Dion         | Δῖον                       |         | Dium in latino                                         |
| Baalbek        | بعلبك        | bʿalbak         |              | Ἡλίου πόλις                |         | Héliopolis in latino                                   |
| Quwayliba      | قويلبة       | quwayliba       | (Abila)      | Ἄβιδα                      |         | Abila è citata da Plinio ma non inclusa nella Decapoli |
|                | ***          |                 |              | Ἄβιλα ἐπικληθεῖσα Λυσανίου |         | Abila Lysanias in latino                               |
|                | ***          |                 |              | Σάανα                      |         | Saana                                                  |
|                | ***          |                 |              | Ἴνα                        |         | Ina (Hina) in latino                                   |
|                | ***          |                 |              | Σαμουλίς                   |         | Samulis                                                |
|                | ***          |                 |              | Ἄδρα                       |         | Adra (Edrei)                                           |
| As-Salt        | ar           | as-salṭ         |              | Γαδώρα (Γάδαρα)            |         | Gadora                                                 |

## Ellenismo

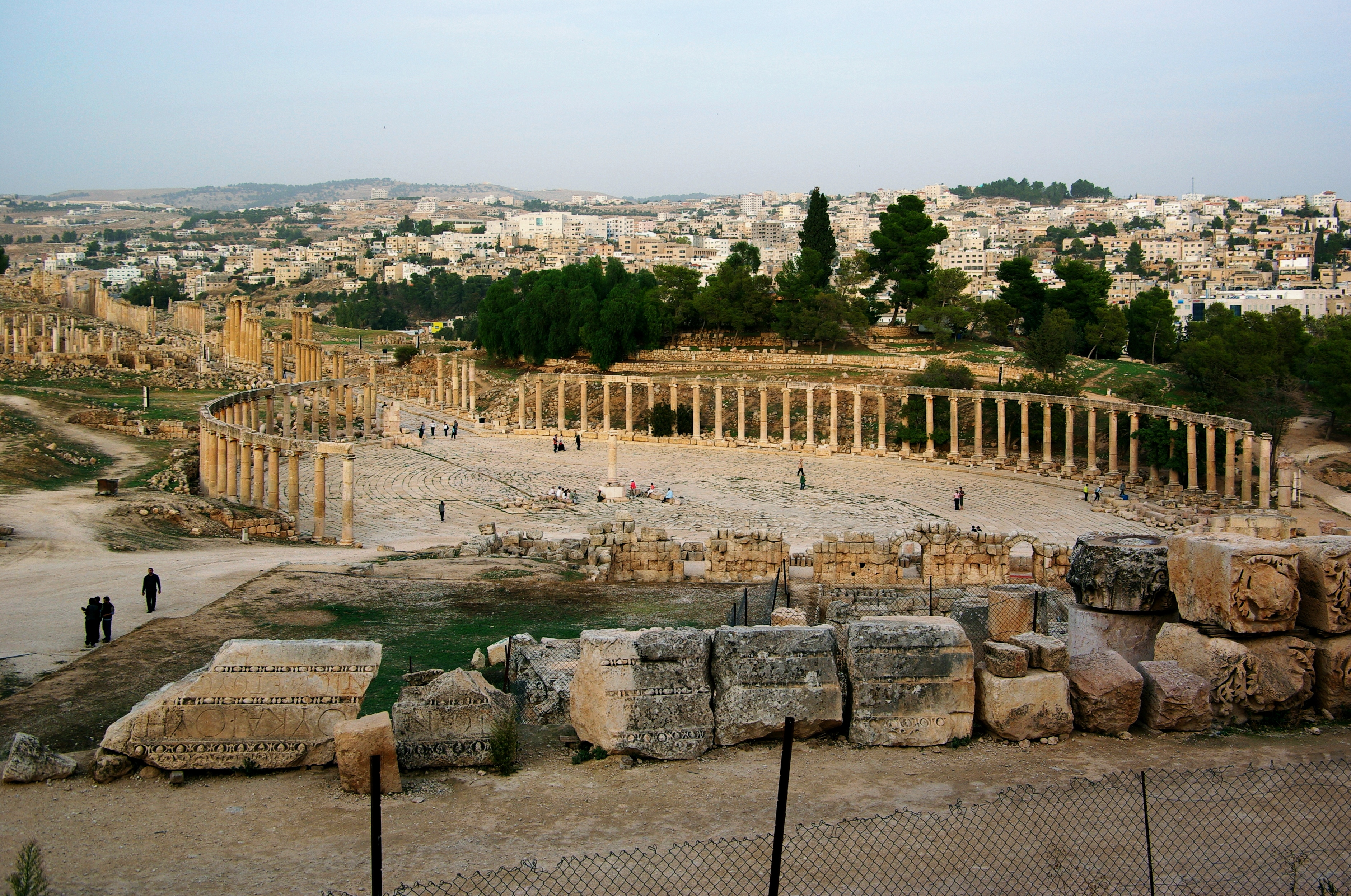
Il caratteristico foro ovale e cardo a Gerasa (Jerash)

Le città della Decapoli (salvo Damasco) furono fondate durante il periodo ellenistico, fra il 323 a.C., data della morte di Alessandro Magno, e il 63 a.C. quando i romani conquistarono la Siria e la Giudea: alcune risalgono alla dinastia tolemaica che regnò in Giudea fino al 198 a.C., altre durante il dominio dei Seleucidi, come Antiochia di Siria o Seleucia al Tigri. Tutte furono pianificate secondo i modelli greco-romani (polis).
Le condizioni storiche ed urbanistiche si tradussero culturalmente nell'inatteso incontro fra le civiltà dei greci colonizzatori e degli indigeni semiti causando spesso molti conflitti. La popolazione greca biasimò fin dall'inizio la pratica semitica della circoncisione mentre i semiti nativi riprovavano la tolleranza dei greci per la nudità integrale e per alcune abitudini sessuali come l'omosessualità . Ciononostante le città della Decapoli furono la base della diffusione della cultura greca in Medio Oriente, tanto da esservi spesso una mediazione culturale anche fra le religioni: molte delle divinità semitiche indigene iniziarono ad esser chiamate Zeus come il padre degli dei ellenico, perdendo però nelle stesse città greche l'appellativo di Olimpio. Allo stesso tempo si diffuse anche fra i coloni il culto di divinità fenice o nabatee come Dushara (Dusares), attestato da diverse iscrizioni e lapidi.
Il generale romano Pompeo conquistò la Giudea nel 63 a.C. Gli abitanti della Decapoli accolsero i romani come dei liberatori contro il dominio ebraico degli Asmonei che aveva soggiogato la maggior parte dell'area, tanto da adottare il 63 a.C. come anno 0 del loro calendario detto Era Pompeiana.
Da allora il territorio delle dieci città inizia ad essere denominato Decapoli (Decapolis).

## Dominio romano

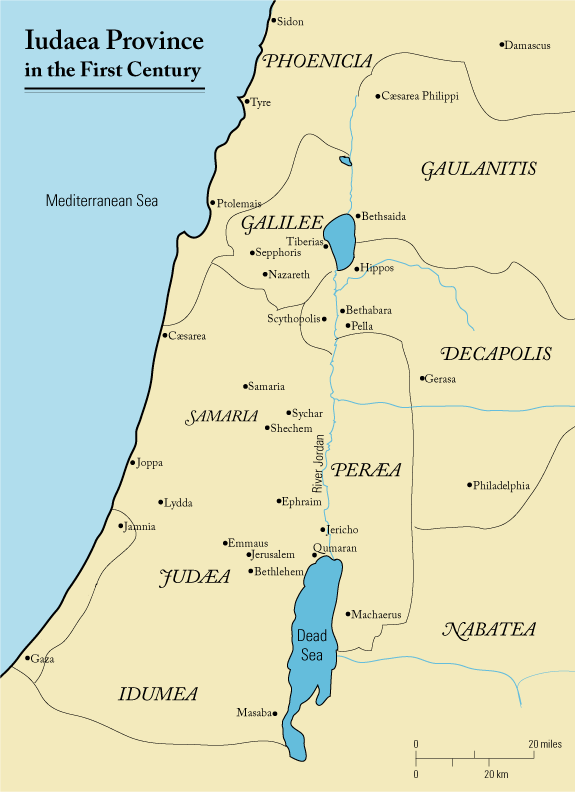
La regione della Decapoli nel I sec. d.C.

Il governo romano mirò ad incentivare lo sviluppo delle città della Decapoli per favorire l'adozione della cultura romana nelle regioni più lontane dell'impero, fra cui la Palestina orientale dove garantì sempre l'autonomia per le città filo-imperiali. La Decapoli era quindi strutturata in città stato, ciascuna con un circondario amministrativo e facoltà di emettere moneta propria.
I romani lasciarono fortemente il segno del loro dominio culturale su tutte le città: ognuna fu ricostruita secondo la pianificazione romana a cardo e decumano, arricchita da numerosi templi ed edifici pubblici in uno stile fortemente celebrativo, tanto da trasgredire spesso i dettami dell'armonia classica. Ebbe molta fortuna il culto dell'imperatore, tanto da contrassegnare ogni città: il Kalybe (Καλύβη), un particolare tipo di tempio dedicato all'imperatore, è uno degli elementi caratteristici ed unici della regione.
Le città dovevano aver avuto anche forti legami commerciali, incoraggiati dal sistema viario delle nuove strade romane. Simile ad una moderna confederazione o federazione, la Decapoli non fu mai una unione politica o mercantile ufficiale.
I vangeli di Matteo, Marco e Luca narrano del ministero di Gesù nella Decapoli, in particolare come luogo di confronto con i gentili (popolazione non ebrea).

## Ultimi anni
Il termine Decapoli fu abbandonato dopo che l'imperatore Traiano nel II sec. ebbe istituito la provincia romana dell'Arabia nell'area immediatamente ad est di Israele. Alcune città della Decapoli vi furono incluse, altre comprese nella Siria e nella Palestina Secunda. Tutte però conservarono una forte identità romana ed ellenica, nonché il calendario Pompeiano, tanto che oggi gli storici e gli archeologi continuano a denominare la stessa regione Decapoli anche nei periodi successivi allo smembramento.
Durante l'Impero bizantino il territorio della Decapoli fu influenzato e progressivamente convertito al Cristianesimo, in alcune città più facilmente che in altre. Pella fu base di cristianizzazione per molti dei primi capi della chiesa (Eusebio di Cesarea tramanda che gli apostoli vi migrarono per fuggire alla prima guerra giudaica). Altre città invece conservarono culti pagani durante tutto il dominio bizantino, pur ospitando la maggior parte delle città una sede vescovile cristiana.